# Parafia Świętego Ducha i Matki Boskiej Bolesnej w Młodzawach Małych
Parafia św. Ducha i Matki Boskiej Bolesnej w Młodzawach Małych — parafia rzymskokatolicka, znajdująca się w diecezji kieleckiej, w dekanacie pińczowskim.

## Zasięg parafii
Do parafii należą wierni z następujących miejscowości: Młodzawy Małe, Młodzawy Duże, Bugaj, Byczów, Kozubów, Mozgawa, Zagorzyce i Zakrzów.